# Ligne 24 du tramway d'Anvers
Pour les articles homonymes, voir Ligne 24.
La ligne 24 du tramway d'Anvers est une ligne de tramway reliant Borsbeek (Silsburg) à Havenhuis.

## Histoire
1926 : mise en service; indice 24.
État au 1er janvier 1950 : Deurne Cimetière - Hoboken Schoonselhof.
7 novembre 1984 : prolongement de Deurne Cimetière à Deurne Silsburg.
Date inconnue : section Anvers Sud - Hoboken Schoonselhof reprise par la ligne 12.
Date inconnue : reprise du service entier.
18 avril 2017 : travaux de voirie et séparation de la ligne en deux : 24 Anvers Central - Hoboken Schoonselhof et 24 Anvers Melkmarkt - Deurne Silsburg, la section Anvers Central - Anvers Melkmarkt est reprise à la ligne 10.
3 juin 2017 : service 24 Anvers Central - Hoboken Schoonselhof reprise par la ligne 10, maintien du service 24 Anvers Melkmarkt - Deurne Silsburg.
1er septembre 2017 : remplacement par une ligne d'autobus sous le même indice entre la gare d'Anvers Central et Deurne Silsburg, le service tramway entre le Melkmarkt et Deurne Silsburg est uniquement maintenu en semaine en heure de pointe.
7-8 janvier 2018 : suppression du service d'autobus, reprise totale du trafic tramway entre le Melkmarkt et Deurne Silsburg.
3 avril 2018 : suppression du service sur la Herentalsebaan pour cause de travaux, terminus reporté de  Deurne Silsburg à Borgerhout Stenenbrug.
22 septembre 2018 : fin des travaux sur la Herentalsebaan, reprise de l'itinéraire vers Deurne Silsburg.
État au 1er septembre 2019 : 24 Anvers Melkmarkt - Deurne Silsburg.

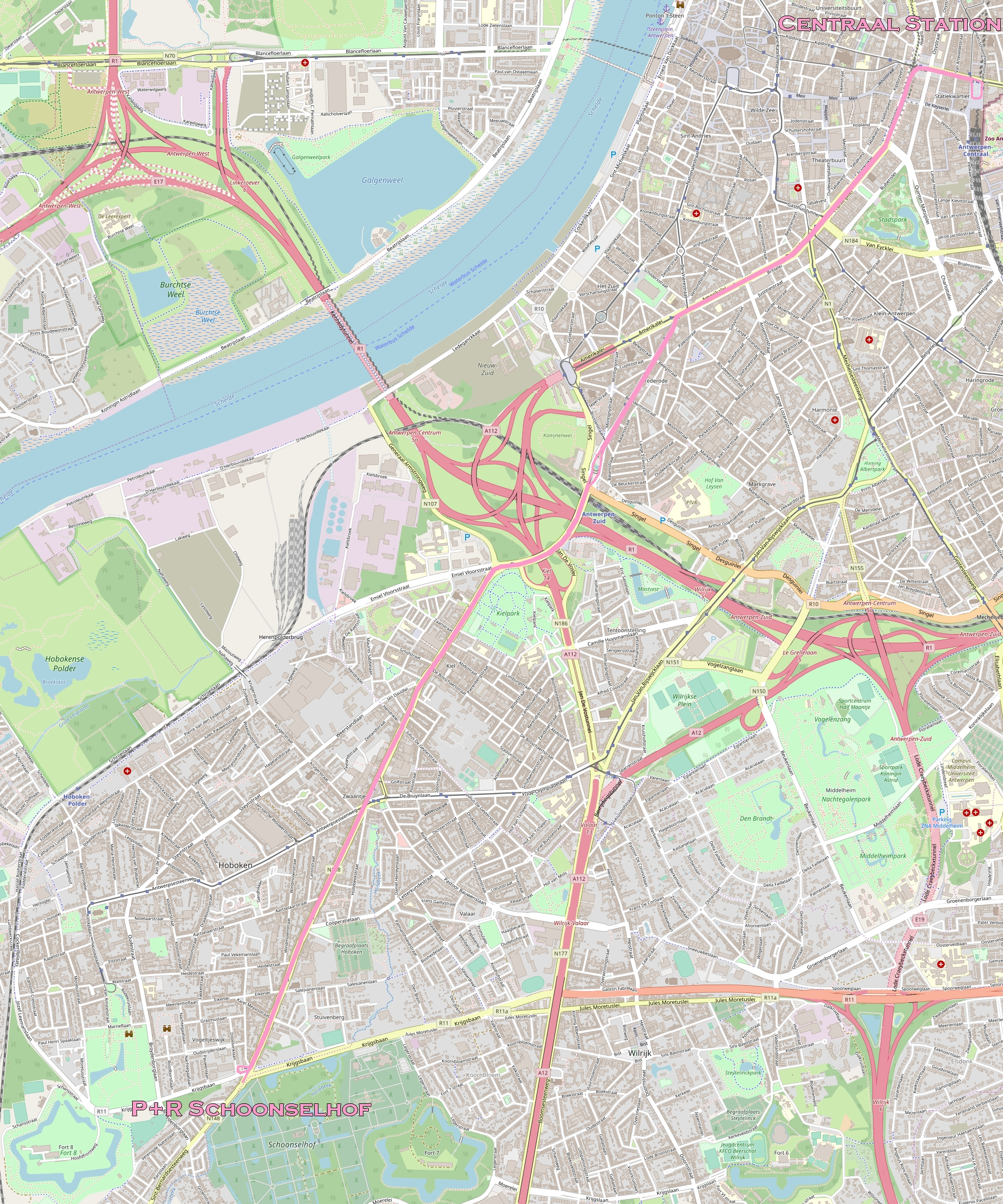
La ligne raccourcie, entre Centraal Station (au nord) et Schoonselhof (au sud), du 18 avril au 2 juin 2017. Dans le même temps, une autre ligne 24 circule.

7/8 décembre 2019 : abandon de la section Anvers Rooseveltplaats - Anvers Melkmarkt terminus reporté à Anvers Havenhuis par les nouvelles voies sur l'Italiëlei via la Noorderplaats.

### 1926-1983
La ligne 24 relie Deurne (Silsburg) à Hoboken (Schoonselhof)

### 1985-2006
La ligne 24 relie un nouveau stop Silsburg(situé entre Deurne, Wommelgem et Borsbeek) à la gare d'Anvers-Sud

La ligne dans son tracé entre Silsburg et Schoonselhof.

### 2006-2017
La ligne 24 est de nouveau étendue jusqu'à Hoboken (Schoonselhof)

### 2017
À cause des travaux routiers, la ligne 24 est coupée en deux parties, ce qui est l'occasion d'introduire un nouveau visuel de couleur turquoise. La ligne 24 de couleur turquoise relie du 18 avril au 3 juin 2017 Silsburg (à Deurne) au centre-ville d'Anvers, desservant le Melkmarkt qui était depuis 1903 sur la ligne 10. Cette ligne, dans cette configuration, continue d'exister jusqu'en novembre 2019, alternant au fil du temps un terminus oriental au Stenenbrug ou à Silsburg.
L'autre, de couleur rose, entre Anvers-Central et Hoboken, est initiée également le 18 avril mais disparaît définitivement début juin 2017.

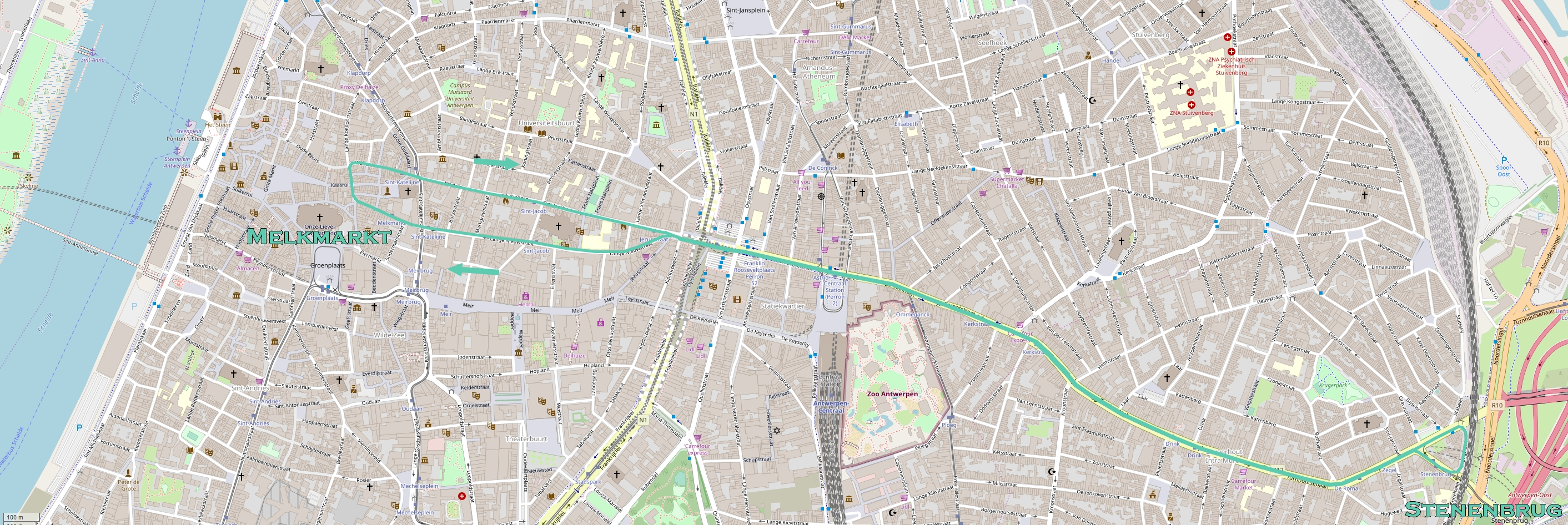
La ligne raccourcie, entre Stenenbrug (à l'est) et Melkmarkt (à l'ouest), du 1er septembre 2017 au 7 janvier 2018 et du 3 avril au 21 décembre 2018.

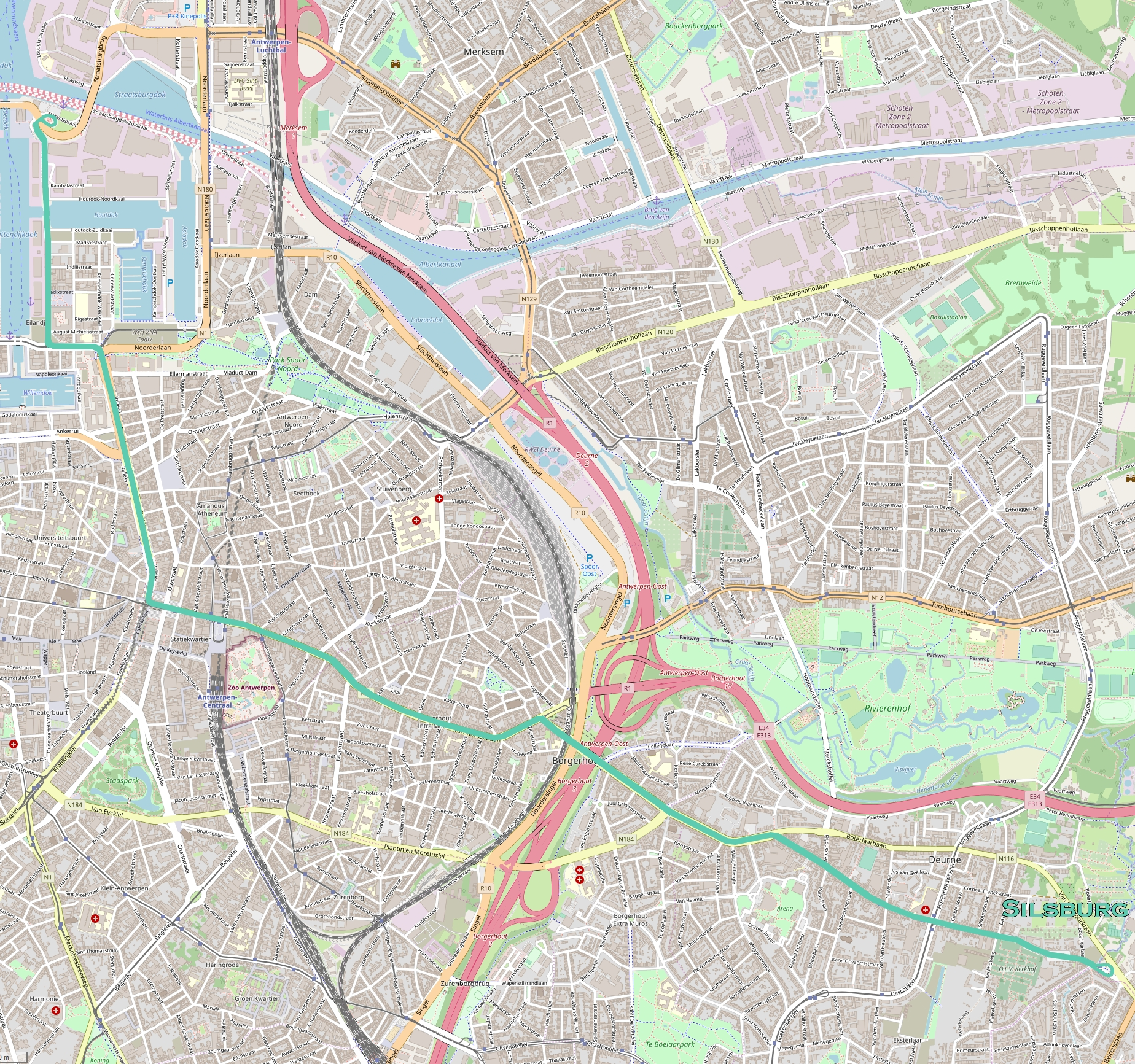
La ligne, entre Silsburg (à l'est) et Havenhuis (au nord), à partir de novembre 2019.

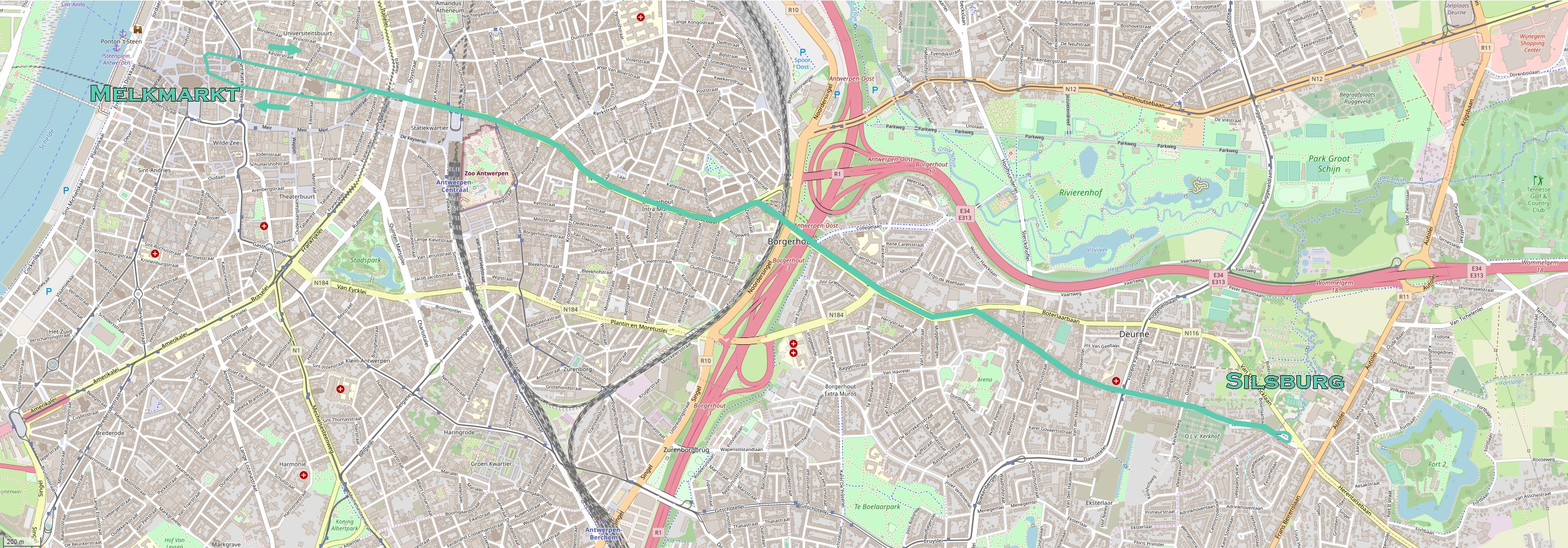
La ligne, entre Silsburg (à l'est) et Melkmarkt (à l'ouest), du 18 avril au 31 août 2017, du 8 janvier au 2 avril 2018 et du 22 décembre 2018 à novembre 2019.

### Du 3 juin au 31 août 2017
La ligne est exploitée normalement entre Silsburg et Melkmarkt.

### Du1erseptembre 2017 au 7 janvier 2018
La ligne est raccourcie, et exploitée entre Stenenbrug et Melkmarkt.

### Du 8 janvier au 2 avril 2018
La ligne est exploitée normalement entre Silsburg et Melkmarkt.

### Du 3 avril au 21 décembre 2018
La ligne est raccourcie, elle prend naissance sur la boucle du Stenenbrug, se dirige vers l'ouest en desservant De Roma, Drink, Kerkstraat, Centraal Station, Franklin Rooseveltplaats, puis emprunte la boucle de Melkmarkt avec Sint-Jacob, Sint-Katelijne, Melkmarkt, Sint-Katelijne, Sint-Jacob, et Jezusstraat avant de revenir vers Franklin Rooseveltplaats.

### Du 22 décembre 2018 à novembre 2019
La ligne prend son départ à Silsburg puis dessert Dassastraat, Florent Pauwels, Waterbaan, Muggenberg, Morckhoven, Joe English, Stenenbrug, De Roma, Drink, Kerkstraat, Centraal Station, Franklin Rooseveltplaats puis prend la boucle de Melkmarkt avec Sint-Jacob, Sint-Katelijne, Melkmarkt, Sint-Katelijne, Sint-Jacob, et Jezusstraat avant de revenir vers Franklin Rooseveltplaats.

### À partir de novembre 2019
À compter de l'automne 2019, la ligne 24 est prolongée vers la capitainerie du port d'Anvers (Havenhuis). La section entre Silsburg et la place Franklin Roosevelt est conservée. Là, au lieu de se diriger vers la boucle de Melkmarkt, le tram remonte vers le nord via des voies nouvelles l'Italiëlei, la jonction triangulaire de la Noorderplaats, la Londenstraat, puis Kattendijkdok-Oostkaai, franchit le Mexicobruggen et la Mexicostraat.

## Identité visuelle

L'ancien logo, rose.

Le logo actuel.

Jusqu'au 3 juin 2017, la ligne 24 avait une couleur caractéristique avec des chiffres noirs ou blancs sur un fond rose clair. Un nouveau fond vert menthe a été introduit le 18 avril 2017. Anvers a donc eu pendant un mois et demi deux lignes 24, chacune avec une couleur différente et des itinéraires différents.

## Tracé et stations

### Les stations
|  |   |  | Station          | Lat/Long                    | Commune  | Correspondances                                           |
|  | - |  | ---------------- | --------------------------- | -------- | --------------------------------------------------------- |
|  | O |  | Silsburg         | 51° 12′ 14″ N, 4° 28′ 58″ E | Borsbeek | Ligne 9 du tramway d'Anvers                               |
|  | o |  | Dassastraat      | 51° 12′ 18″ N, 4° 28′ 37″ E | Anvers   | Ligne 9 du tramway d'Anvers                               |
|  | o |  | Florent Pauwels  | 51° 12′ 21″ N, 4° 28′ 16″ E | Anvers   | Ligne 8 du tramway d'Anvers · Ligne 9 du tramway d'Anvers |
|  | o |  | Waterbaan        | 51° 12′ 30″ N, 4° 27′ 49″ E | Anvers   | Ligne 8 du tramway d'Anvers                               |
|  | o |  | Muggenberg       | 51° 12′ 34″ N, 4° 27′ 22″ E | Anvers   | Ligne 8 du tramway d'Anvers                               |
|  | o |  | Morckhoven       | 51° 12′ 39″ N, 4° 27′ 07″ E | Anvers   |                                                           |
|  | o |  | Joe English      | 51° 12′ 45″ N, 4° 26′ 54″ E | Anvers   |                                                           |
|  | o |  | Stenenbrug       | 51° 12′ 51″ N, 4° 26′ 40″ E | Anvers   |                                                           |
|  | o |  | De Roma          | 51° 12′ 50″ N, 4° 26′ 28″ E | Anvers   | (station Zegel)                                           |
|  | o |  | Drink            | 51° 12′ 54″ N, 4° 26′ 05″ E | Anvers   |                                                           |
|  | o |  | Kerkstraat       | 51° 13′ 03″ N, 4° 25′ 42″ E | Anvers   |                                                           |
|  | o |  | Centraal Station | 51° 13′ 08″ N, 4° 25′ 17″ E | Anvers   | SNCB                                                      |
|  | o |  | Rooseveltplaats  | 51° 13′ 10″ N, 4° 25′ 03″ E | Anvers   | Ligne 11 du tramway d'Anvers                              |
|  | o |  | Paardenmarkt     | 51° 13′ 28″ N, 4° 24′ 55″ E | Anvers   | Ligne 1 du tramway d'Anvers                               |
|  | o |  | Noorderplaats    | 51° 13′ 49″ N, 4° 24′ 47″ E | Anvers   | Ligne 1 du tramway d'Anvers                               |
|  | o |  | Londen           | 51° 13′ 52″ N, 4° 24′ 36″ E | Anvers   |                                                           |
|  | o |  | Cadix            | 51° 13′ 59″ N, 4° 24′ 33″ E | Anvers   |                                                           |
|  | O |  | Havenhuis        | 51° 14′ 25″ N, 4° 24′ 31″ E | Anvers   |                                                           |

## Exploitation de la ligne
La ligne 24 est exploitée par De Lijn. Ses 12 km sont parcourus en 40 minutes.

### Fréquence
La ligne 24 a une fréquence d'un tram toutes les dix minutes en journée, et d'un tram toutes les vingt minutes en soirée.

### Matériel roulant
La ligne est exploitée à l'aide de rames Bombardier Hermelijn, Bombardier Flexity Albatros et depuis le 30 janvier 2023 de rames CAF Urbos 100.